# Вілламаїна
Вілламаїна (італ. Villamaina) — муніципалітет в Італії, у регіоні Кампанія,  провінція Авелліно.
Вілламаїна розташована на відстані близько 240 км на південний схід від Рима, 75 км на схід від Неаполя, 26 км на схід від Авелліно.
Населення — 1003 особи (2014).
Покровитель — святий Рох.

## Демографія
Населення за роками:

Станом на 1 січня 2023 року в муніципалітеті офіційно проживали 43 іноземці з 11 країн, серед них 10 громадян країн Євросоюзу та 12 громадян України.

## Сусідні муніципалітети
- Фридженто
- Джезуальдо
- Патернополі
- Рокка-Сан-Феліче
- Сант'Анджело-дей-Ломбарді
- Торелла-дей-Ломбарді